# اچ‌ام‌سی‌اس رستیگوچ (دی‌دی‌ئی ۲۵۷)
اچ‌ام‌سی‌اس رستیگوچ (دی‌دی‌ئی ۲۵۷) (به انگلیسی: HMCS Restigouche (DDE 257)) یک کشتی بود که طول آن ۳۶۶ فوت (۱۱۱٫۶ متر) بود. این کشتی در سال ۱۹۵۴ ساخته شد.